# Premi Emmy 2004
La cerimonia della 56ª edizione dei Primetime Emmy Awards (56th Primetime Emmy Awards) si è tenuta allo Shrine Auditorium di Los Angeles il 12 settembre 2004.
La cerimonia è stata presentata da Garry Shandling e trasmessa dalla ABC.
I Creative Arts Emmy Awards sono stati consegnati il 12 settembre.

## Primetime Emmy Awards

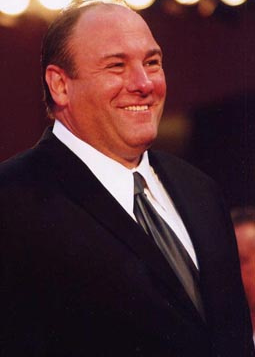
Venti nomination (e quattro premi) per la quinta stagione de I Soprano.

### Migliore serie drammatica
- I Soprano
- 24
- CSI - Scena del crimine
- Joan of Arcadia
- West Wing - Tutti gli uomini del Presidente

### Migliore serie comica o commedia
- Arrested Development - Ti presento i miei
- Curb Your Enthusiasm
- Tutti amano Raymond
- Sex and the City
- Will & Grace

### Migliore miniserie
- Angels in America, regia di Mike Nichols
- American Family, regia di Charles Burnett, Barbara Martinez Jitner e Gregory Nava
- Hornblower - L'arte del comando (Hornblower: Duty), regia di Andrew Grieve
- Prime Suspect 6: The Last Witness, regia di Tom Hooper
- Traffic, regia di Eric Bross e Stephen Hopkins

### Migliore film per la televisione
- Medici per la vita (Something the Lord Made), regia di Joseph Sargent
- Pancho Villa, la leggenda (And Starring Pancho Villa as Himself), regia di Bruce Beresford
- L'alba del D-Day (Ike: Countdown to D-Day), regia di Robert Harmon
- The Lion in Winter - Nel regno del crimine, regia di Andrej Končalovskij
- The Reagans, regia di Robert Ackerman

### Migliore attore in una serie drammatica
- James Spader  – The Practice - Professione avvocati
- James Gandolfini – I Soprano
- Anthony LaPaglia – Senza traccia
- Martin Sheen – West Wing - Tutti gli uomini del Presidente
- Kiefer Sutherland – 24

### Migliore attore in una serie comica o commedia
- Kelsey Grammer  – Frasier
- Larry David – Curb Your Enthusiasm
- Matt LeBlanc – Friends
- John Ritter – 8 semplici regole
- Tony Shalhoub – Detective Monk

### Migliore attore in una miniserie o film per la televisione
- Al Pacino  – Angels in America
- Antonio Banderas – Pancho Villa, la leggenda
- James Brolin – The Reagans
- Mos Def – Medici per la vita
- Alan Rickman – Medici per la vita

### Migliore attrice in una serie drammatica
- Allison Janney  – West Wing - Tutti gli uomini del Presidente
- Edie Falco – I Soprano
- Jennifer Garner – Alias
- Mariska Hargitay – Law & Order - Unità vittime speciali

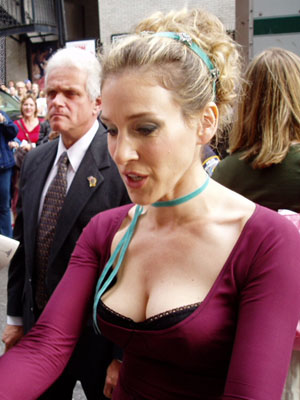
Sarah Jessica Parker, migliore attrice "leggera" per Sex and the City

- Amber Tamblyn – Joan of Arcadia

### Migliore attrice in una serie comica o commedia
- Sarah Jessica Parker  – Sex and the City
- Jennifer Aniston – Friends
- Patricia Heaton – Tutti amano Raymond
- Bonnie Hunt – Una mamma quasi perfetta (Life with Bonnie)
- Jane Kaczmarek – Malcolm

### Migliore attrice in una miniserie o film per la televisione
- Meryl Streep  – Angels in America
- Glenn Close – The Lion in Winter - Nel regno del crimine
- Judy Davis – The Reagans
- Helen Mirren – Prime Suspect 6: The Last Witness
- Emma Thompson – Angels in America

### Migliore attore non protagonista in una serie drammatica
- Michael Imperioli  – I Soprano
- Steve Buscemi – I Soprano
- Brad Dourif – Deadwood
- Victor Garber – Alias
- John Spencer – West Wing - Tutti gli uomini del Presidente

### Migliore attore non protagonista in una serie comica o commedia
- David Hyde Pierce – Frasier
- Peter Boyle – Tutti amano Raymond
- Brad Garrett – Tutti amano Raymond
- Sean Hayes – Will & Grace
- Jeffrey Tambor – Arrested Development - Ti presento i miei

### Migliore attore non protagonista in una miniserie o film per la televisione
- Jeffrey Wright  – Angels in America
- Justin Kirk – Angels in America
- William H. Macy – Ho rapito Sinatra (Stealing Sinatra), regia di Ron Underwood
- Ben Shenkman – Angels in America
- Patrick Wilson – Angels in America

### Migliore attrice non protagonista in una serie drammatica
- Drea de Matteo  – I Soprano
- Stockard Channing – West Wing - Tutti gli uomini del Presidente
- Tyne Daly – Giudice Amy
- Janel Moloney – West Wing - Tutti gli uomini del Presidente
- Robin Weigert – Deadwood

### Migliore attrice non protagonista in una serie comica o commedia
- Cynthia Nixon  – Sex and the City
- Kim Cattrall – Sex and the City
- Kristin Davis – Sex and the City
- Megan Mullally – Will & Grace
- Doris Roberts – Tutti amano Raymond

### Migliore attrice non protagonista in una miniserie o film per la televisione
- Mary-Louise Parker  – Angels in America
- Julie Andrews – Eloise a Natale (Eloise at Christmastime), regia di Kevin Lima
- Anne Heche – Gracie's Choice, regia di Peter Werner
- Anjelica Huston – Angeli d'acciaio (Iron Jawed Angels), regia di Katja von Garnier
- Angela Lansbury – The Blackwater Lightship, regia di John Erman

### Migliore regia per una serie drammatica
- Deadwood – Walter Hill
- E.R. - Medici in prima linea – Christopher Chulack
- Nip/Tuck – Ryan Murphy
- I Soprano – Allen Coulter
- I Soprano – Tim Van Patten

### Migliore regia per una serie comica o commedia
- Arrested Development - Ti presento i miei – Anthony e Joe Russo
- Curb Your Enthusiasm – Bryan Gordon
- Curb Your Enthusiasm – Robert B. Weide
- Curb Your Enthusiasm – Larry Charles
- Sex and the City – Tim Van Patten

### Migliore regia per una miniserie o film per la televisione
- Angels in America – Mike Nichols
- L'alba del D-Day – Robert Harmon
- The Lion in Winter - Nel regno del crimine – Andrej Končalovskij
- Medici per la vita – Joseph Sargent
- Prime Suspect 6: The Last Witness – Tom Hooper

### Migliore sceneggiatura per una serie drammatica
- I Soprano – Terence Winter per l'episodio Confessioni pericolose
- Deadwood – David Milch per l'episodio Pilot
- I Soprano – Michael Caleo per l'episodio Conflitti nelle famiglie
- I Soprano – Terence Winter e Matthew Weiner per l'episodio Vita da cantiere
- I Soprano – Robin Green e Mitchell Burgess per l'episodio Chiacchiere pericolose

### Migliore sceneggiatura per una serie comica o commedia
- Arrested Development - Ti presento i miei – Mitchell Hurwitz per l'episodio Tutti contro tutti
- Frasier – Christopher Lloyd e Joe Keenan per l'episodio Goodnight, Seattle
- Scrubs - Medici ai primi ferri – Neil Goldman e Garrett Donovan per l'episodio Il mio sconvolgimento
- Sex and the City – Julie Rottenberg e Elisa Zuritsky per l'episodio Chi sale e chi scende
- Sex and the City – Michael Patrick King per l'episodio Un'americana a Parigi - 2ª parte

### Migliore sceneggiatura per una miniserie o film per la televisione
- Angels in America – Tony Kushner
- Angeli d'acciaio – Sally Robinson, Eugenia Bostwick-Singer, Raymond Singer e Jennifer Friedes
- Medici per la vita – Peter Silverman e Robert Caswell
- Pancho Villa, la leggenda – Larry Gelbart
- The Reagans – Jane Marchwood, Tom Rickman e Elizabeth Egloff

## Creative Arts Emmy Awards

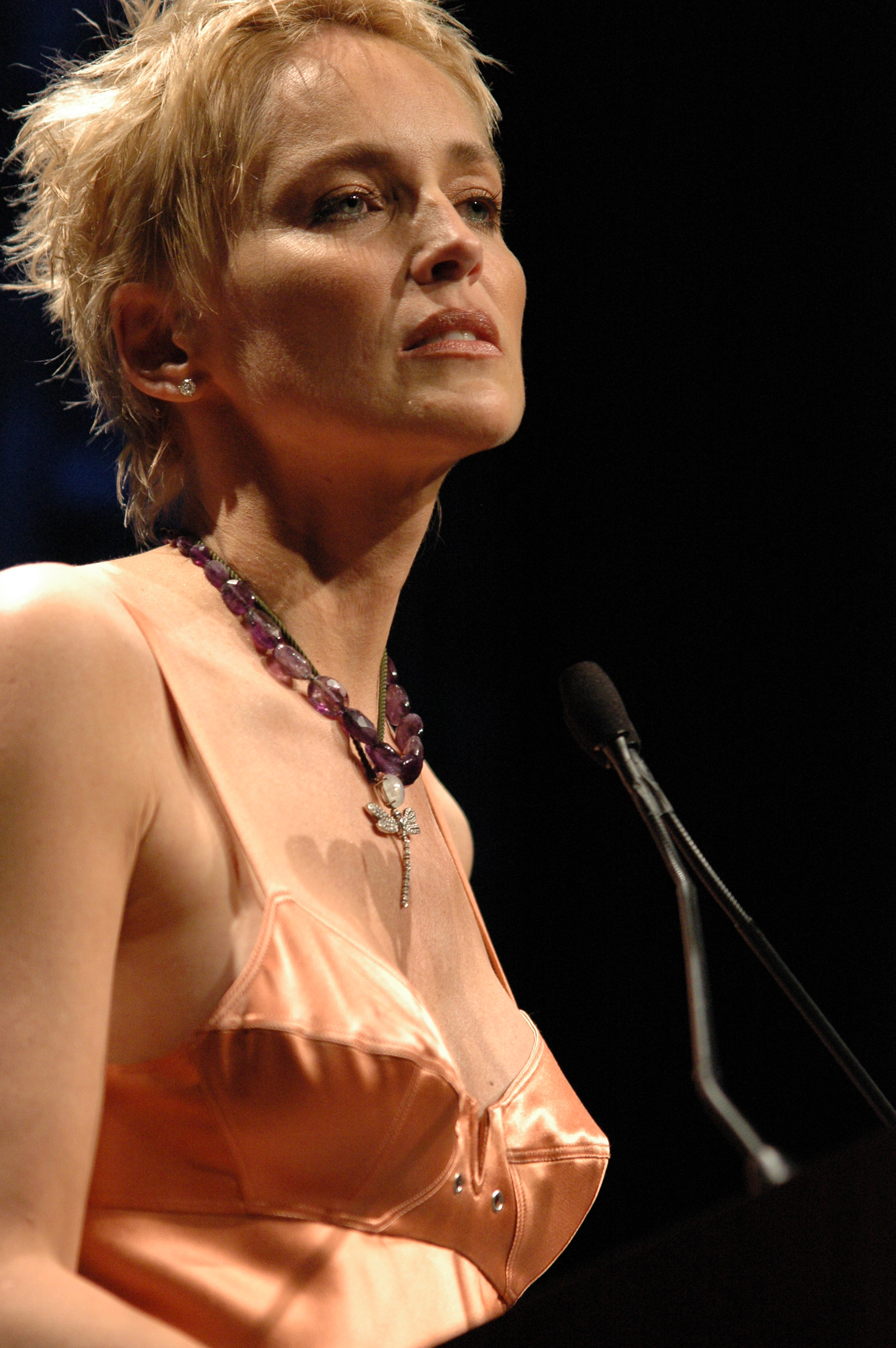
Sharon Stone, migliore "guest star" drammatica per The Practice - Professione avvocati

### Migliore serie animata della durata massima di un'ora
- Samurai Jack per l'episodio The Birth of Evil
- Futurama per l'episodio Miele amaro
- South Park per l'episodio È Natale in Canada
- SpongeBob per l'episodio Spongebob preistorico
- I Simpson per l'episodio Come non eravamo

### Migliore attore ospite in una serie drammatica
- William Shatner (Denny Crane) – The Practice - Professione avvocati
- James Earl Jones (Will Cleveland) – Everwood
- Martin Landau (Frank Malone) – Senza traccia
- Bob Newhart (Ben Hollander) – E.R. - Medici in prima linea
- Matthew Perry (Joe Quincy) – West Wing - Tutti gli uomini del Presidente

### Migliore attore ospite in una serie comica o commedia
- John Turturro (Ambrose Monk) – Detective Monk
- John Cleese (Lyle Finster) – Will & Grace
- Danny DeVito (Roy) – Friends
- Anthony LaPaglia (Simon Moon) – Frasier
- Fred Willard (Hank MacDougall) – Tutti amano Raymond

### Migliore attrice ospite in una serie drammatica
- Sharon Stone (Sheila Carlisle) – The Practice - Professione avvocati
- Louise Fletcher (Eva) – Joan of Arcadia
- Marlee Matlin (Dr. Amy Solwey) – Law & Order - Unità vittime speciali
- Betty White (Catherine Piper) - The Practice - Professione avvocati
- Mare Winningham (Sandra Blaine) - Law & Order - Unità vittime speciali

### Migliore attrice ospite in una serie comica o commedia
- Laura Linney (Charlotte) – Frasier
- Christina Applegate (Amy Green) – Friends
- Eileen Brennan (Zandra) – Will & Grace
- Georgia Engel (Pat MacDougall) – Tutti amano Raymond
- Cloris Leachman (Ida) – Malcolm